# Literatura oral en euskera
La literatura oral y tradicional en euskera comprende cantos populares, coplas, baladas, rezos, cuentos, refranes y poemas, entre otras obras que se han transmitido fundamentalmente de manera oral. Más recientemente, gran parte de esta tradición oral se ha documentado por escrito.
Cualquier discurso o mensaje oral organizado de forma más o menos estética, y cuya función no tenga fines exclusivamente comunicativos, puede ser considerado como literatura oral: por ejemplo, una canción o un cuento, pero también las fórmulas tradicionales de felicitación o de pésame, las expresiones orales de recuerdos personales o de historias comunitarias. La amplitud del concepto explica que la literatura oral pueda ser estudiada tanto desde el terreno de los estudios literarios como desde la etnología y la antropología, la historia, la psicología, la lingüística.
A pesar de que la imprenta se inventó en el siglo XV, no fue casi hasta la Era Contemporánea cuando se extendió su uso laico en el País Vasco, es más, podría decirse que hasta el siglo XVII fueron unos pocos los privilegiados que pudieron escribir al igual que los que podían leerlos a pesar de que hablemos de lector universal a partir del siglo XVI. A pesar de ello la civilización de lo escrito ha tenido por costumbre menospreciar la oral, contraponiendo la inestabilidad y lo efímero de esta última. La oralidad y la literatura son dos conceptos que casan bien en la literatura en euskera, pues en tiempos anteriores a la alfabetización esta ya constaba de una estructura y solidez, basada en la rima y el verso como ayudas mnemotécnicas. Fruto de ello son:
- Herri kantuak o cantos populares.
- Kopla zaharrak o viejas coplas.
- Atsotitzak o refranes.
- Baladak o romances.
- Ipuinak eta elezaharrak o cuentos y leyendas.
- Teatro: Xaribariak (o Astolasterrak), Maskaradak y Pastoralak.
- Bat-bateko bertsolaritza o Bertsolarismo improvisado.

Constan de un ritmo, melodía, puntua y cuerpo de expresión que aseguran la trasmisión en la literatura popular, pudiendo haberse conservado gracias a ello durante siglos (como el caso de Bereterretxen khantoria).

## Características principales
El autor de la literatura oral quiere expresar la conciencia del pueblo. Para ello, elige temas que están relacionados con el entorno de la sociedad del momento: diferencias entre familias, burlas sobre algún conocido, la figura del jefe o patrono... Para conseguirlo se vale de un ritmo y una métrica determinados por la misma tradición.
Por otro lado, el oyente no puede ser considerado como un mero espectador, ya que gracias a su memoria excepcional transmite esta tradición de generación en generación.
Respecto a las características literarias hay que mencionar varios elementos:
- Por ser una literatura que nace de la improvisación, las ideas e imágenes, como recursos cercanos a las figuras del pensamiento, son aprovechadas por el autor gracias al sentido figurado que ofrecen las palabras y a la velocidad que les impone el mismo contexto.

- El autor está sujeto a ciertos artificios rítmicos: punto, ritmo, canto, expresión...

- La literatura oral se vale de aquellos recursos estilísticos relacionados con el nivel fónico del lenguaje: repetición, onomatopeya, estilización, elipsis...

- El autor busca crear distintas sensaciones, bien de musicalidad, bien de evocación de imágenes; con ello busca transmitir sentimientos comparables a los que se perciben a través de la música.df

## Versolarismo
Es el arte de cantar en verso de manera improvisada. 

## Baladas
Son poemas tradicionales que cuentan una historia.